# Elektrolučna peć
Elektrolučna peć je električna peć u kojoj se sirovo željezo tali električnim lukom. Ovo je moderniji postupak dobivanja legiranih čelika, u kojima je udio drugih metala (legirnih elemenata) veći od 5%.
Elektrolučna peć se može podijeliti na bazičnu (lužnatu), koja se koristi za proizvodnju ingota, i kiselu elektrolučnu peć, koja se koristi za proizvodnju čeličnog lijeva i otkovaka. Bazična peć ima bazični pod od magnezita ili dolomita, bočne zidove i svod od bazičnih ili silikatnih opeka, dok kisela peć ima pod od silikatnog pijeska, a bočne zidove i svod od silikatnih opeka. Kiseli elektrolučni postupak metalurški se razlikuje od bazičnog što stari čelik s otpada mora biti biran (nizak sadržaj fosfora i sumpora). Zbog odsutnosti fosfora i sumpora, u kiseloj peći oksidacija i rafinacija je kraća, te radi se samo s jednom troskom, pa su i gubici željeza u kiseloj peći manji nego u bazičnoj.

## Prednosti i nedostaci
Elektrolučna peć može proizvesti gotovo sve kvalitete čelika. Ovaj postupak je izuzetno ekonomičan ako ne treba proizvoditi ugljični i niskolegirani čelik u velikim količinama, tako da je najpogodniji za dobivanje legiranih čelika. Elektrolučnim postupkom se može dobiti umireni čelik s nižim sadržajem fosfora, ali i drugih nečistoća (sumpor, oksidi). Naginjanjem peći troska se lako izdvaja, pa radni obujam peći može biti smanjen, a sastav taline se onda lako regulira s topiteljima, oksidantima ili dezoksidantima.
Nedostatak elektrolučne peći je njen relativno maleni proizvodni kapacitet, pa se po proizvodnosti teško može usporediti sa Siemens-Martinovom peći. Veće peći traže i veće napone za ekonomičan prijenos električne energije, a duži električni lukovi u pećima mogu oštetiti svod i oblogu. Osim toga, vršna opterećenja električne energije za vrijeme topljenja metala stvaraju teškoće elektranama u isporuci.
Kapacitet elektrolučne peći određen je njenim unutrašnjim promjerom, koji može iznositi od 2 do 7 metara. Ovisno od promjera peći, masa punjenja (uloška) se kreće od 2,7 do 155 tona, a kapacitet transformatora od 1500 do 35 000 kVA. Sve peći su konstruirane tako da se mogu naginjati i na prednju stranu (za uklanjanje troske) i na zadnju stranu (za izlijevanje čelika).
Oblik peći je valjkastog oblika. Tijelo peći se sastoji od čeličnog plašta (zakovanog ili zavarenog) i vatrostalne obloge. Plašt kao sastavni dio peći je osjetljiv na iskrivljavanje. Dno plašta je ravno. Na slojeve šamotnih opeka postavljeni su slojevi magnezitnih (bazične peći) ili silikatnih opeka (kisele peći), zatim granuliran materijal poda i stranica ognjišta: magnezitna mješavina (bazične peći) ili kvarcni pijesak (kisele peći). Iznad ognjišta valjkasti zid peći ozidan je silikatnim opekama; blago zakrivljen svod također je izveden od silikatnih opeka. Elektrolučna peć može se puniti kroz vrata s prednje strane (ručno ili strojno) ili odozgo, pomicanjem svoda u stranu. Ispred svake elektrolučne peći mora biti postavljena plamena peć za sušenje dodataka, kako vlaga u njima ne bi izazvala eksplozije ili upijanje vodika u čelik. Na strani izljeva čelika postavljena je mosna dizalica (nosivosti 100 tona za 60 tona čelika).

## Elektrode za elektrolučne peći
Razlikuju se dvije vrste elektroda za elektrolučne peći: 
- amorfne elektrode, na osnovi antracita (ugljen) s niskim sadržajem pepela,
- grafitne elektrode, na osnovi naftnog koksa.

Sirove elektrode se peku, bez dodira sa zrakom, u plinsko loženim pećima, na 1200 do 1300 ºC. Grafitne elektrode se dodatno peku, bez dodira sa zrakom, na 2400 do 2500 °C, zbog kristalizacije ugljika u grafit. Obje vrste elektroda su netopljive, nerastvorljive, kemijski otporne, elektroprovodne, mehanički i temperaturno čvrste. Grafitne elektrode, uz isti presjek, mogu se opteretiti dva puta većom električnom strujom od ugljenih, pa se i koriste za veće peći.